# Bradysia praehilaris
Bradysia praehilaris är en tvåvingeart som beskrevs av Werner Mohrig och Boris Mamaev 1982. Bradysia praehilaris ingår i släktet Bradysia och familjen sorgmyggor. Inga underarter finns listade i Catalogue of Life.